# مؤسسة بساط الريح
بساط الريح هي مؤسسة لبنانية مُهتمَّة بإصدار القصص المصورة ومجلات الأطفال. اشتهرت بإصدارها مجلة بساط الريح، ومجلة المغامرات المصورة ومجلة ما وراء الكون. قدمت بساط الريح عددا كبيرا من الشخصيات المعروفة، كسندباد وعلاء الدين وأستريكس وأوبليكس وكيد أودريان وبرهان رجل العصر الحجري وغيرهم ضمن أعمالها.
تعرضت مؤسسة بساط الريح لسلسلة من العقبات المالية التي أدت إلى توقفها أربع مرات تبدأ كل مرة بترقيم جديد. لكنها توقفت بصورة نهائية في الإصدار الرابع عن 238 عدد، والسبب الرئيس وراء ذلك هو المنافسة الشديدة مع الشركات التي تنتج منتجات شبيهة. ففي الوقت الذي كانت تصدر فيه مجلة بساط الريح كان القراء أكثر الهاماً بمتابعة قصص سوبرمان والوطواط وبونانزا ولولو الصغيرة والبرق الصادرة عن المطبوعات المصورة. والتي سرعان ما تم إنتاج العديد من المسلسلات التلفزيونية والأفلام السينمائية كسوبرمان والوطواط ما اتخذت في الاتساع مما أثر سلباً على مبيعات مجلات بساط الريح وبتالي توقفها نهائياً عن الصدور.

## الإصدارات

### المغامرات المصورة
- مجلة بساط الريح.
- المطبوعات المصورة
- قائمة مجلات الأطفال العربية